# Zamek bębenkowy

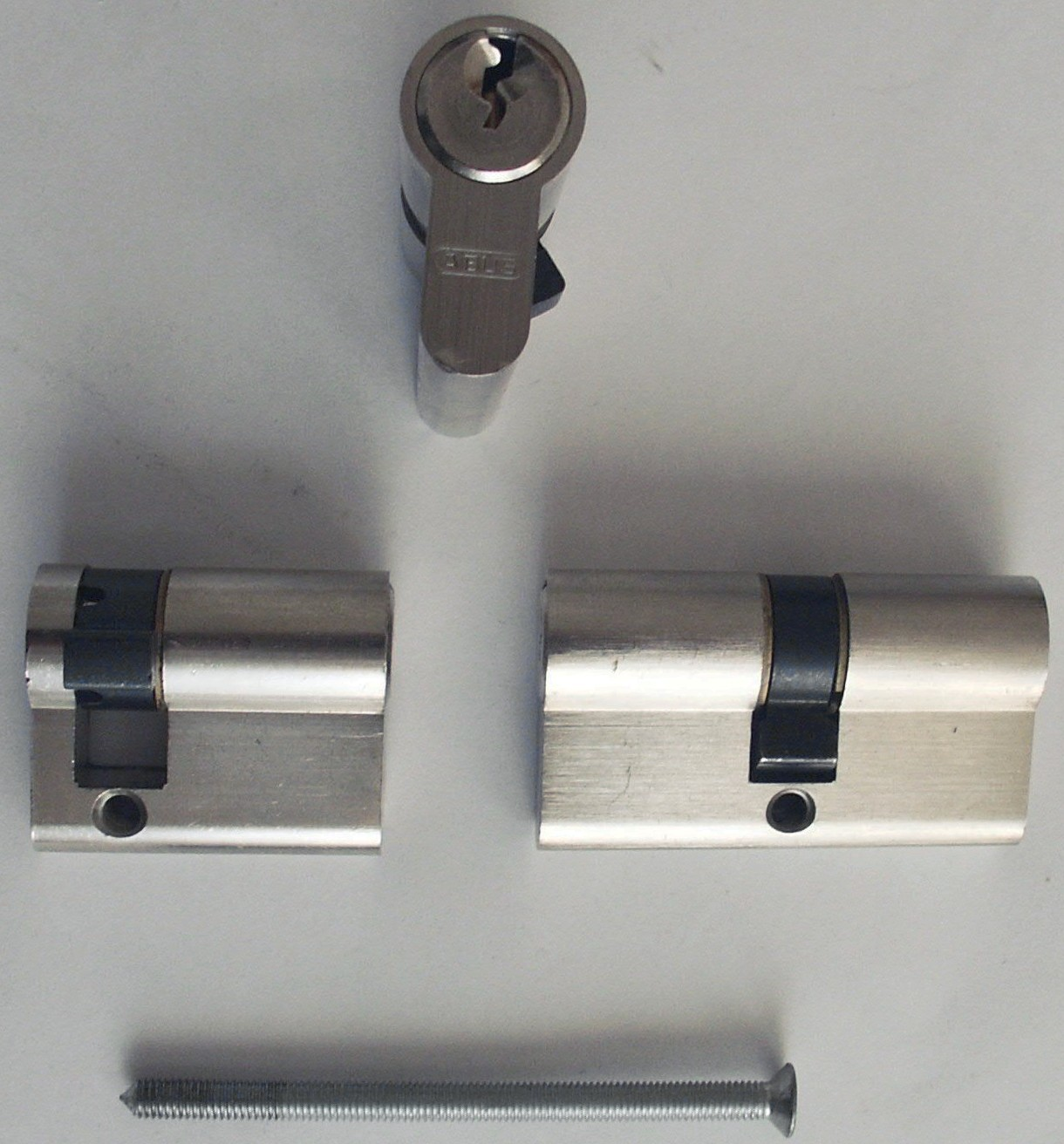
wkłady do zamków bębenkowych: z prawej symetryczny z lewej tzw. garażowy (otwierany kluczem tylko z jednej strony), pośrodku widok od czoła

Zamek bębenkowy – zamek, który zabezpiecza przede wszystkim drzwi do mieszkań. Jest on zbudowany z zasuwy sprężynowej, bębenka i bolców bębenkowych. Zasada zabezpieczania drzwi przez ten zamek opiera się na unieruchomieniu bębenka przez bolce, które sprawiają, że zamek nie otwiera się bez klucza. Nie można go także otworzyć kluczem, który nie pasuje do zamka (ale patrz: lockpicking). Kiedy do niego włoży się właściwy klucz, bolce podnoszą się na odpowiednią wysokość i bębenek obraca się.
Często używanymi w Polsce nazwami tego typu zamków są "yale" i "łucznik" – pierwsza od nazwiska wynalazcy i pierwszego wytwórcy tego typu zamków  Linusa Yale seniora, który wynalazł go w 1848 (opatentował go jego syn Linus Yale junior w 1861), druga od nazwy radomskiej fabryki broni "Łucznik", która w ramach produkcji cywilnej produkowała zamki tego typu.

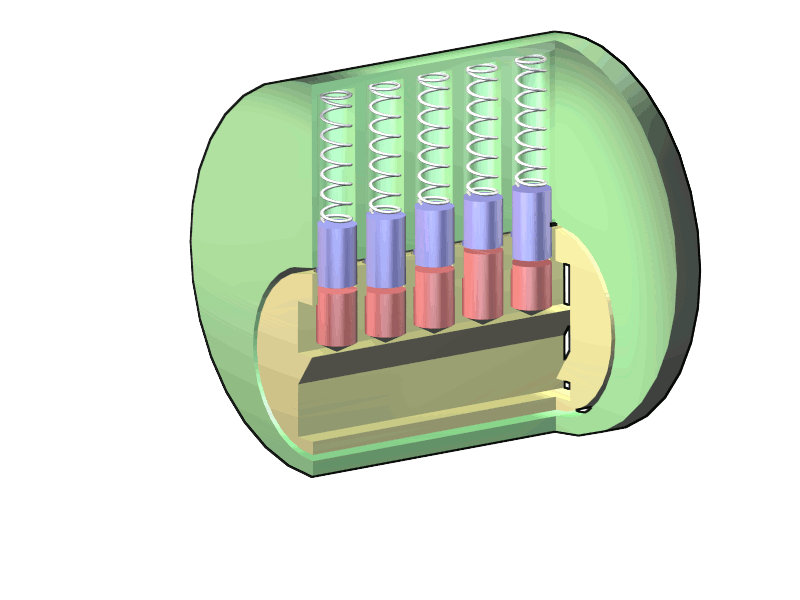
zamek bez klucza – zamknięty
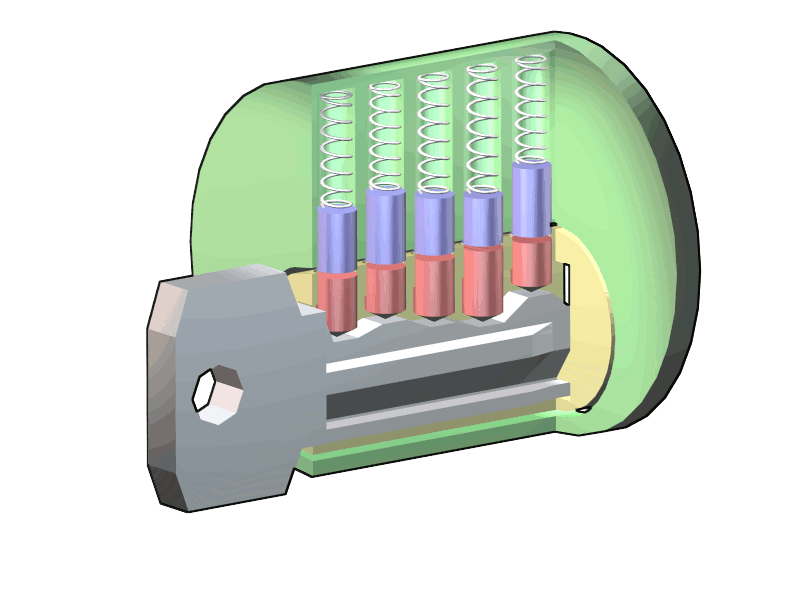
zamek z włożonym kluczem
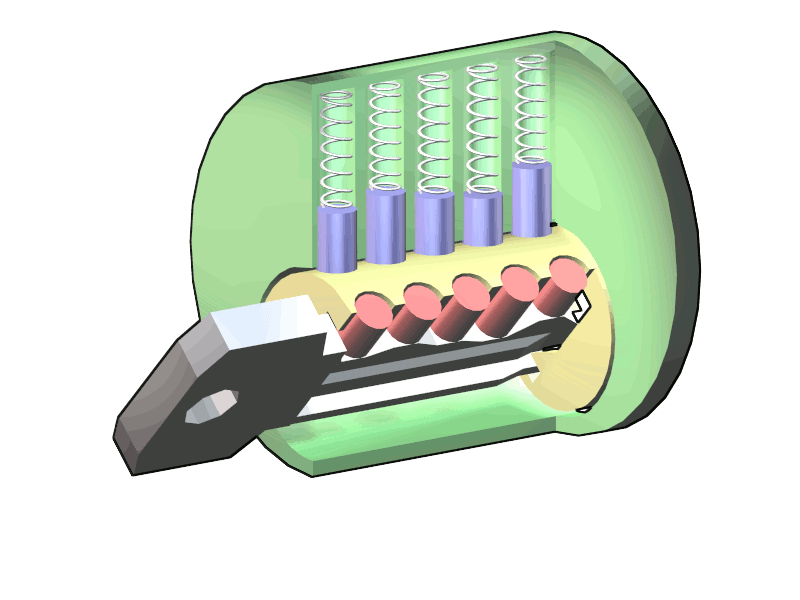
zamek po otwarciu
zamek z niepasującym kluczem